# Pavel Blatný (kompozytor)
Pavel Blatný (ur. 14 września 1931 w Brnie, zm. 20 stycznia 2021 tamże) – czeski kompozytor i pianista.

## Życiorys
Pochodził z rodziny muzyków. W latach 1950–1955 uczył się gry na fortepianie i kompozycji w konserwatorium w Brnie, od 1954 do 1958 roku studiował także muzykologię na Uniwersytecie w Brnie. W latach 1955–1959 był uczniem Pavla Bořkovca w Akademii Sztuk Scenicznych w Pradze. Zajął I miejsce w Międzynarodowym Konkursie Kompozytorskim w Pradze w 1966 roku. Od 1965 do 1969 roku uczestniczył w Międzynarodowych Letnich Kursach Nowej Muzyki w Darmstadcie. W 1968 roku przebywał w Stanach Zjednoczonych, gdzie pobierał lekcje kompozycji i fortepianu w Berklee College of Music w Bostonie. Od 1979 do 1991 roku wykładał w Akademii Sztuk Scenicznych im. Leoša Janáčka w Brnie.
Występował z licznymi recitalami pianistycznymi, wykonując muzykę współczesną. Był autorem ponad 500 kompozycji, w tym ponad 60 eksperymentalnych utworów jazzowych. Skomponował m.in. I Koncert na orkiestrę (1955), II Koncert na orkiestrę (1960), Koncert na orkiestrę jazzową (1962), Studium na trąbkę ćwierćtonową i orkiestrę jazzową (1962), Pour Ellis (1965), Per orchestra sintetica (1964, 2. wersja 1968), Für Stuttgart na jazzband i zespół kameralny (1968), operę dziecięcą Domeček (1959).